# Endodonta apiculata
Endodonta apiculata é uma espécie de gastrópode da família Endodontidae.
É endémica dos Estados Unidos da América.
Está ameaçada por perda de habitat.